# Battaglia di Cibalae
La battaglia di Cibalae fu combattuta l'8 ottobre 316 (o forse nel 314, data l'incerta cronologia dell'evento) tra le forze degli imperatori romani Costantino I e Licinio e terminò con la vittoria di Costantino.

## Contesto storico
Costantino era nuovamente entrato in collisione con Licinio nell'autunno del 316, a seguito del tradimento del cognato Bassiano, istigato da Licinio. Radunò 20 000 soldati dalle province meridionali e, con estrema celerità, entrò nel territorio del suo avversario, in Pannonia, dove Licinio si trovava accampato dopo una campagna contro i Goti. Licinio e i suoi 35 000 uomini incrociarono l'esercito di Costantino nella pianura tra i fiumi Sava e Drava, nei pressi di Cibalae.

## La battaglia
Licinio aveva riunito il suo esercito a Cibalae (l'attuale Vinkovci), città della Pannonia, posto su una collina. Stretta è la strada che portava alla città, circondata in gran parte da una palude profonda, larga cinque stadi. Il resto è montagna, dove si ergeva un colle sopra il quale sorgeva la città. Da lì si apriva una pianura vasta e sconfinata nella quale Licinio decise di accamparsi, disponendo le proprie schiere in lunghezza sotto il colle per nascondere la debolezza delle ali (di cavalleria).
Gli arcieri diedero inizio alla battaglia con una serie di lanci, seguiti dallo scontro delle fanterie, che durò l'intera giornata (dall'alba alla sera). La battaglia fu decisa da un iniziale attacco della cavalleria di Costantino (posta dallo stesso in prima fila e comandata dall'imperatore in persona), che attaccò l'ala sinistra, distruggendola, mentre Licinio resisteva al centro. Costantino lo attaccò quindi sul fianco, costringendolo a fronteggiare la nuova minaccia, alla quale seguì una carneficina degli uomini di Licinio: 20 000 di loro morirono, e l'imperatore sconfitto dovette fuggire con la cavalleria verso Sirmio (città della Pannonia bagnata dalla Sava prima di gettarsi nell'Istro), approfittando del calar delle tenebre, ma abbandonando viveri, bestiame ed ogni altro equipaggiamento.

## Conseguenze
Da Sirmio, Licinio arretrò verso la Tracia dove pensava di raccogliere un nuovo esercito, tagliando dietro di sé il ponte sulla Sava. Costantino una volta conquistati Cibalae e poi Sirmium, fece ricostruire il ponte sulla Sava e mandò 5 000 fanti all'esercito di Licinio per intercettarlo e rallentarne la marcia, ma non furono in grado di raggiungerlo.
Licino decise anche di elevare al rango di co-augusto (o cesare secondo Zosimo) Aurelio Valerio Valente, un atto che mostrava disprezzo per Costantino, il quale rifiutò le offerte di pace di Licinio e lo affrontò nuovamente nella battaglia di Mardia (della fine del 316 o inizi del 317), sconfiggendolo nuovamente e costringendolo ad una pace umiliante.